# Neptis emodes
Neptis emodes är en fjärilsart som beskrevs av Moore 1872. Neptis emodes ingår i släktet Neptis och familjen praktfjärilar. Inga underarter finns listade i Catalogue of Life.